# Athanase Bala
Athanase Bala C.S.Sp (ur. 2 marca 1927 w Nlong, zm. 3 września 2019) – kameruński duchowny rzymskokatolicki, w latach 1977-2003 biskup Bafia.

## Życiorys
Święcenia kapłańskie przyjął 3 lipca 1955. 31 maja 1976 został prekonizowany biskupem koadiutorem Bafia ze stolicą tytularną Gegi. Sakrę biskupią otrzymał 26 września 1976. 21 grudnia 1977 objął urząd biskupa diecezjalnego. 3 maja 2003 przeszedł na emeryturę.